# A Divisão: O Filme
A Divisão é um filme de drama policial brasileiro de 2020 dirigido por Vicente Amorim e derivado da série de televisão homônima criada por José Júnior. O filme é baseado em fatos reais ocorridos no Rio de Janeiro com o sequestro da filha de um deputado. É protagonizado por Sílvio Guindane, Erom Cordeiro, Natália Lage, Thelmo Fernandes, Dalton Vigh e Vanessa Gerbelli.

## Sinopse
Rio de Janeiro, 1997. A cidade enfrenta uma onda de sequestros. Quando a filha do deputado Venâncio Couto (Dalton Vigh) e sua esposa (Vanessa Gerbelli) é sequestrada, o secretário de segurança e o chefe de da polícia encarregam os policiais Roberta (Natalia Lage), Santiago (Erom Cordeiro) e Ramos (Thelmo Fernandes), conhecidos por terem se envolvido com esquemas de corrupção, para trabalhar no caso e livrar a cidade maravilhosa dessa situação. Assim, a Delegacia Antissequestro precisa entrar em ação para enfrentar o repetitivo número de casos envolvendo sequestros com a supervisão do delegado Benício (Marcos Palmeira).

## Elenco
- Silvio Guindane como Delegado Mendonça
- Erom Cordeiro como Detetive Juliano Santiago (Santiago)
- Natália Lage como Detetive Roberta Campello
- Marcos Palmeira como Luís Henrique Benício (Benício)
- Dalton Vigh como Deputado Venâncio Couto
- Vanessa Gerbelli como Raquel Couto
- Thelmo Fernandes como Antônio Ramos
- Bruce Gomlevsky como Paulo Gaspar
- Hanna Romanazzi como Camila Couto
- Enne Kimmel como Luna
- Raphael Teixeira como policial

## Produção
O filme é derivado da série A Divisão, do Globoplay, criada por José Júnior. A história é baseada em acontecimentos reais que ocorreram no Rio de Janeiro no final dos anos 1990, quando a cidade sofreu uma série de sequestros de pessoas ricas. Embora divida o título com a série, o longa é um produto independente da mesma.

## Lançamento
Em 27 de novembro de 2019 a Downtown Filmes começou a divulgar o trailer oficial do filme. Em 15 de janeiro de 2020 houve uma sessão de pré-estreia do filme em São Paulo, no Cinemark Cidade de São Paulo, na Bela Vista. Em 23 de janeiro de 2020 estreou nas salas de cinemas de todo o Brasil.

## Recepção

### Crítica
Escrevendo para o website Metrópoles, Felipe Moraes avaliou o filme como "Ruim", dizendo que o filme apresenta um "excesso de câmera subjetiva e tiques publicitários – música eletrônica pesada em cenas tensas" e "fotografia “suja” saturada e desbotada ao mesmo tempo, luzes estouradas". Também fez críticas a história do filme escrevendo que "é um filme sobre como o Rio só consegue remediar uma chaga da segurança pública quando há interesse de poderosos. Uma pena que essa reflexão fique tão soterrada por entulhos narrativos e visuais quando alcançamos os créditos finais."
Hiccaro Rodrigues, do website Estação Nerd, deu ao filme 3,5 de 5 estrelas. Ele elogiou o desempenho e a química entre o elenco, sobretudo as atuações de Erom Cordeiro e Silvio Guindane. Segundo o crítico, A Divisão figura como o o melhor filme policial nacional após Tropa de Elite, de 2007. Ainda escreveu que "Com uma trama pesada e realista o longa irá agradar em cheio aos fãs dos filmes policiais. Porém é um pecado o longa “se dividir” criticar a violência e exaltá-la. Não escolher um lado também é um modo de escolha."
Para William Souza, do website Cinema com Rapadura, o filme é digno de cinema, entretanto funciona melhor no formato de série de televisão e escreveu que "para o espectador que pretende ter uma experiência mais positiva com a obra, prefira a série, mas na melhor televisão possível para aproveitar toda a cinematografia que ela oferece." Ao filme ele atribuiu uma nota de 7,5 entre 10 possíveis.

### Prêmios e indicações
| Ano  | Associações                        | Categoria                    | Recipiente(s) | Resultado | Ref.  |
| ---- | ---------------------------------- | ---------------------------- | --- | --------- | ----- |
| 2021 | Grande Prêmio do Cinema Brasileiro | Melhor Filme                 | Melhor Filme | Indicado  | [ 8 ] |
| 2021 | Grande Prêmio do Cinema Brasileiro | Melhor Diretor               | Vicente Amorim | Indicado  | [ 8 ] |
| 2021 | Grande Prêmio do Cinema Brasileiro | Melhor Ator                  | Silvio Guindane | Indicado  | [ 8 ] |
| 2021 | Grande Prêmio do Cinema Brasileiro | Melhor Direção de Fotografia | Gustavo Hadba | Indicado  | [ 8 ] |
| 2021 | Grande Prêmio do Cinema Brasileiro | Melhor Direção de Arte       | Daniel Flaksman | Indicado  | [ 8 ] |
| 2021 | Grande Prêmio do Cinema Brasileiro | Melhor Montagem              | Danilo Lemos | Indicado  | [ 8 ] |
| 2021 | Grande Prêmio do Cinema Brasileiro | Melhores Efeitos Visuais     | Marcelo Siqueira | Venceu    | [ 8 ] |
| 2021 | Grande Prêmio do Cinema Brasileiro | Melhor Som                   | José Moreau Louzeiro, Lucas Marcier, Fabiano Krieger e Paulo Gama                                                   | Indicado  | [ 8 ] |
| 2021 | Prêmio Guarani                     | Melhor Roteiro Adaptado      | Aurélio Aragão, Gustavo Bragança, José Junior, José Luiz Magalhães, Rafael Spinola, Fernando Toste e Erik de Castro | Indicado  | [ 9 ] |
| 2021 | Prêmio Guarani                     | Melhores Efeitos Visuais     | Marcelo Siqueira | Indicado  | [ 9 ] |
| 2021 | Prêmio Guarani                     | Melhor Som                   | José Moreau Louzeiro, Lucas Marcier, Fabiano Krieger e Paulo Gama                                                   | Indicado  | [ 9 ] |